# Astragalus argaeus
Astragalus argaeus är en ärtväxtart som beskrevs av Pierre Edmond Boissier och Benedict Balansa. Astragalus argaeus ingår i släktet vedlar, och familjen ärtväxter. Inga underarter finns listade i Catalogue of Life.